# V. Gusztáv svéd király

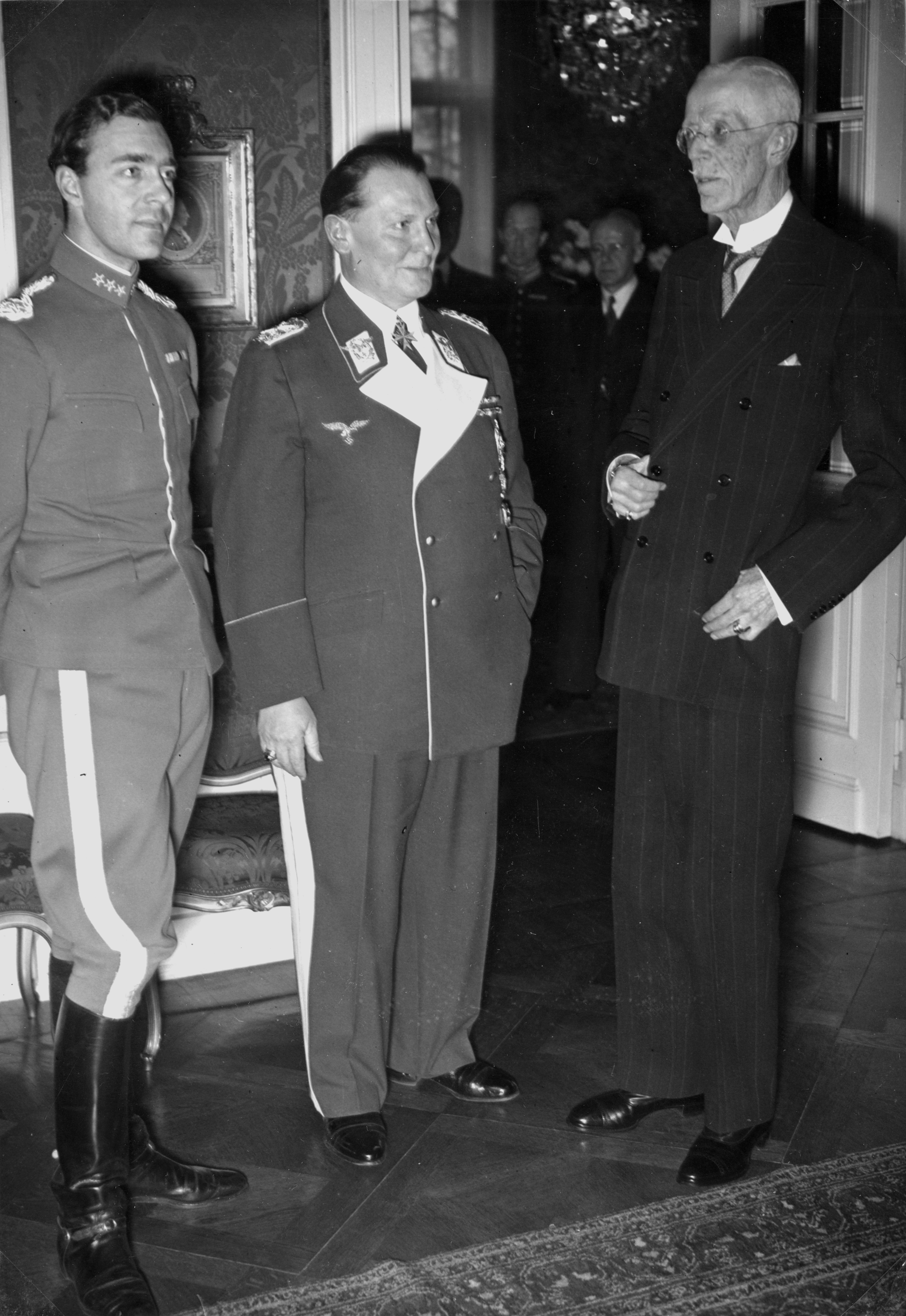
Gusztáv Adolf trónörökös, Hermann Göring és V. Gusztáv király Berlinben, 1939-ben.

V. Gusztáv (Drottningholm, 1858. június 16. – Drottningholm, 1950. október 29.) Svédország királya 1907 és 1950 között.

## Élete
II. Oszkár legidősebb fia. V. Gusztáv a svéd történelem leghosszabb ideig uralkodó királya volt. Félénk, visszahúzódó személyiség volt, aki elhárította a koronázási ceremóniát, ezzel Svédország első koronázatlan királya lett.
Uralkodása alatt és külpolitikája következtében kialakult egy szövetség a skandináv államok között, noha Norvégia 1905-ben kikiáltotta függetlenségét Svédországtól. 

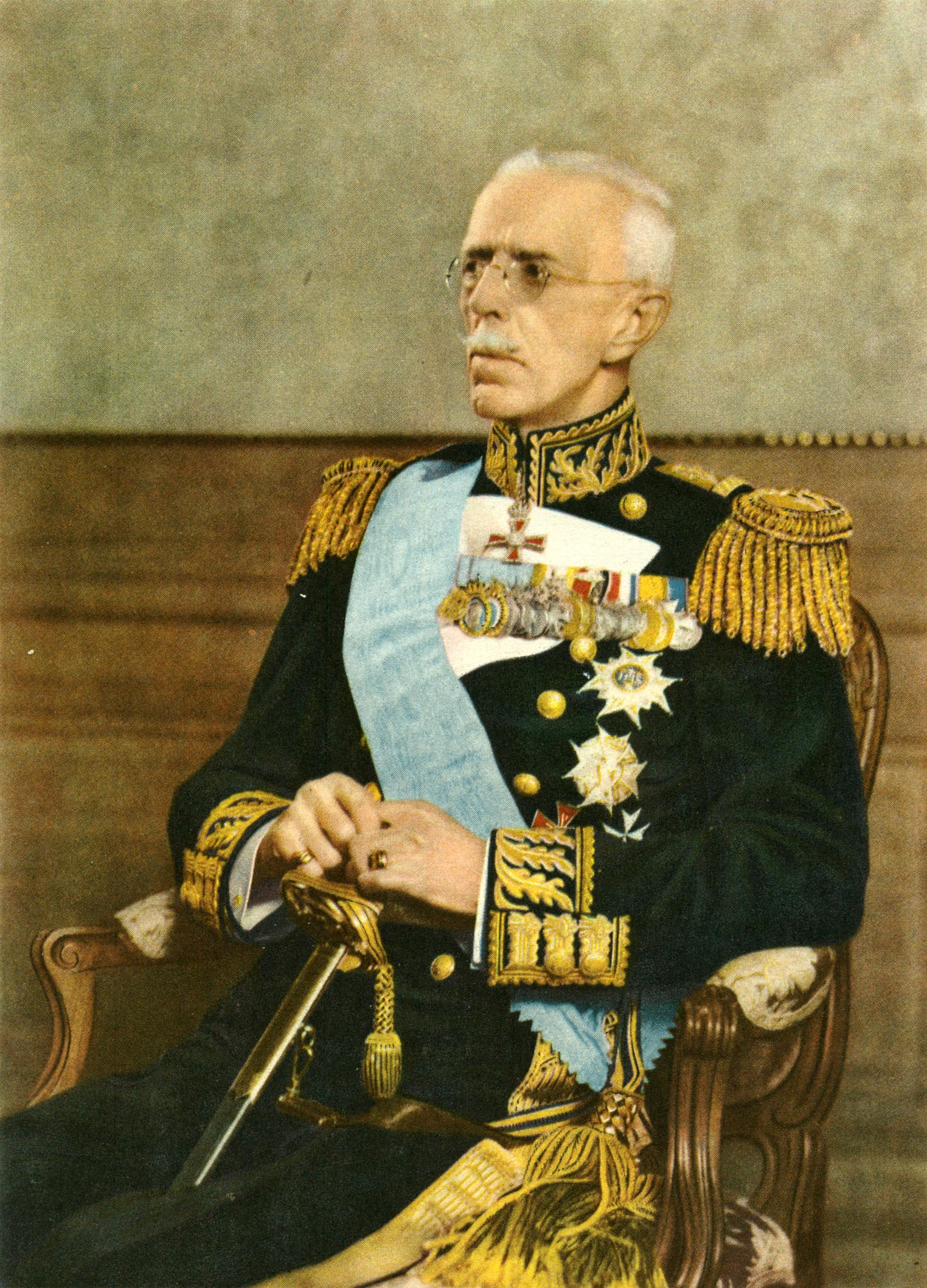
V. Gusztáv svéd király időskori hivatalos portréja.

Belpolitikájában visszafogta az uralkodói jogokat, és ezzel hozzájárult, hogy Svédország egy parlamentáris monarchiává fejlődhessen. 1911-ben mégis véghezvitte akaratát a liberálisokkal szemben a svéd haderő fejlesztésében. 1918-ban támogatta a szociáldemokratákat egy választási reform véghezvitelében. 
Svédország az V. Gusztáv uralkodása alatt tomboló első világháborúban meg tudta őrizni függetlenségét. A háború után az államforma alkotmányos monarchiává alakult át.
A második világháború alatt a király a nemzeti egység szimbólumává vált. Kezdetben nem tudta magát kivonni Németország támogatása alól, de 1943-ban a szövetséges erők fontos támogatójává vált Svédország.
Felesége, Badeni Viktória révén a Bernadotte-ház rokonságba került a Vasa-házzal. Házasságából három fia született:
- VI. Gusztáv Adolf (1882. november 11. – 1973. szeptember 15.), a későbbi svéd király
- Vilmos (1884. június 17. – 1965. június 5.)
- Erik Gusztáv (1889. április 20. – 1918. szeptember 20.)

V. Gusztáv földi maradványait a stockholmi Riddarholm-templomban helyezték végső nyugalomra.

## Fordítás
- Ez a szócikk részben vagy egészben  a   Gustav V. (Schweden) című német Wikipédia-szócikk ezen változatának fordításán alapul.  Az eredeti cikk szerkesztőit annak laptörténete sorolja fel. Ez a jelzés csupán a megfogalmazás eredetét és a szerzői jogokat jelzi, nem szolgál a cikkben szereplő információk forrásmegjelöléseként.

| Előző uralkodó: II. Oszkár | Svédország uralkodója 1907 – 1950 Bernadotte-ház | Következő uralkodó: VI. Gusztáv Adolf |